# Помфолига
Помфолига («пузырь») — в варианте географического мифа, изложенном Андроном Галикарнасским (конец IV века до н. э.), жена Океана, мать Азии и Ливии, в то время как вторая жена Океана Парфенопа родила ему Европу и Фраку.